# Franz Xaver von Salm-Reifferscheidt-Krautheim
Franz Xaver von Salm-Reifferscheidt-Krautheim, avstrijski rimskokatoliški duhovnik, škof in kardinal, * 1. februar 1749, Dunaj, † 19. april 1822.

## Življenjepis
25. avgusta 1775 je prejel duhovniško posvečenje. 20. novembra 1783 je bil imenovan za krškega škofa; leta 1784 je bil potrjen in 8. avgusta istega leta je prejel še škofovsko posvečenje. 23. septembra 1816 je bil povzdignjen v kardinala.